# 趙東階
赵东阶（1853年—1931年），字跻堂，号金犊，河南汜水县方顶村（现属郑州市上街区）人。清朝文人，书法家。

## 生平
清朝通议大夫翰林院编修侍讲。父亲赵璧是清道光年间的举人，曾任商水县教谕6年，被升迁为知县但未及赴任。赵东阶7岁时父亲病故，母亲禹氏教导有方，赵东阶刻苦读书，20多岁考上了秀才，光绪十四年（1888年）考中举人，光绪二十四年（1898年）考中了进士二甲四十一名，選翰林庶吉士，散館授翰林院编修，编纂国史。。光緒二十九年四月，散館，授翰林院編修。
光绪二十六年（1900年），八国联军攻入北京，慈禧太后和光绪皇帝外逃，当时赵东阶史馆值班，别人劝其逃亡，赵东阶说“做史官就应该守在馆，与史馆共存亡”，没有离去，八国联军撤出北京后才请假回家探亲。
宣統三年（1911年）辛亥革命成功，清朝灭亡，赵东阶遂回原籍。民国元年（1912年）应邀到登封嵩阳书院和大金店王家讲学，后归隐五云山北麓核桃冲。与前清法部左丞魏联奎等人结九老学社，为了方便汜水县的人士到河南开封办事，赵东阶与魏联奎等倡议募捐修建开封汜水会馆，建房60多间，亲自书写碑文讲述始末，1928年汜水县重修县志，共同推举赵东阶为总编，此时赵东阶已经76岁高龄，经过1年的努力县志修成，亲自作序，而在县志上却没有一条记录自己的功劳和事迹。1931年，赵东阶逝世，享年79岁。
赵东阶一生淡泊名利，对理学很有研究，对慎独修善特别下功夫，楷书大家，当时荥、巩、汜诸县有许多书法及碑刻留传。与当时的开封翰林院编修牛东藩，洛阳的翰林院编修检校林东郊被称为戊戌进士科河南省的“一案三东”，一生有文集三卷。纂有《汜水縣志》。

## 家族
子赵印绶，字子佩，曾任民国河南高等审判厅书记官，汜水县公款局长等职，擅长书法。
曾孙赵孟尧，著名的神经外科（也称脑外科）专家，曾任上海长海医院神经外科主任，教授，主任医师。